# Great Disappointment
De Great Disappointment ("Grote teleurstelling") was een belangrijke gebeurtenis in de geschiedenis van de stroming rond William Miller, een negentiende-eeuwse Amerikaanse christelijke geloofsgemeenschap die kort na de Second Great Awakening ontstond. Op basis van zijn interpretatie van profetieën in het Bijbelboek Daniël (hoofdstukken 8 en 9; in het bijzonder 8:14: "Drieëntwintighonderd avonden en ochtenden; daarna zal het heiligdom in ere worden hersteld.") onderwees Miller dat Jezus Christus zou wederkomen in het jaar 1844. Samuel S. Snow verkondigde een nog preciezere datum, namelijk 22 oktober 1844. Duizenden volgelingen, van wie sommigen al hun bezittingen hadden weggegeven, keken hier vol verwachting naar uit. Nadat Jezus niet verscheen op 22 oktober 1844 kwam dit als de Great Disappointment bekend te staan.